# Boško Vuksanović

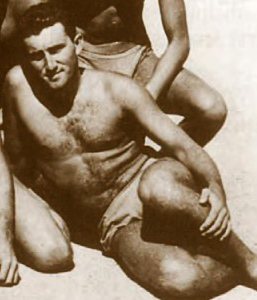
Boško Vuksanović (1956)

Boško Vuksanović (serbisch-kyrillisch Бошко Вуксановић; * 4. Januar 1928 in Kotor, Königreich Jugoslawien; † 4. April 2011 in Belgrad, Serbien) war ein jugoslawischer Wasserballspieler und -trainer, der als Spieler mit der Wasserball-Nationalmannschaft die Silbermedaille bei den Olympischen Sommerspielen 1952 in Helsinki sowie 1956 in Melbourne sowie als Trainer die Silbermedaille bei den Olympischen Sommerspielen 1964 in Tokio gewann.

## Leben
Boško Vuksanović war nach der Schulausbildung zunächst als Schlosser und bei der Staatlichen Tourismusgesellschaft Centroturist tätig und absolvierte später ein Studium der Rechtswissenschaft.
Daneben begann er eine sportliche Laufbahn als Wasserballspieler bei Mornar Split und Jadran Herceg Novi, mit denen er Staatsmeister wurde. Ende der 1940er wurde er auch Spieler in der Nationalmannschaft und gewann bei der Wasserball-Europameisterschaft 1950 in Wien die Bronzemedaille. Bei den Olympischen Sommerspielen 1952 in Helsinki gewann er ebenfalls eine Bronzemedaille, ehe er mit der Nationalmannschaft bei der Europameisterschaft 1954 in Turin die Silbermedaille erzielt. Zuletzt gewann er mit der Mannschaft eine weitere Bronzemedaille als Spieler bei den Olympischen Sommerspielen 1956 in Melbourne.
Nach Beendigung seiner aktiven Laufbahn als Spieler wurde er Trainer der Wasserball-Nationalmannschaft. Mit dieser gewann er zunächst bei der Sommer-Universiade 1961 in Sofia die Goldmedaille und im darauf folgenden Jahr 1962 gemeinsam mit der Mannschaft der Sowjetunion eine Silbermedaille bei der Wasserball-Europameisterschaft in Leipzig. 1963 führte er die Mannschaft zu einer weiteren Goldmedaille bei den Mittelmeerspielen in Neapel. Seinen größten Erfolg als Trainer der jugoslawischen Wasserball-Nationalmannschaft erreichte er bei den Olympischen Sommerspielen 1964 in Tokio, als er als Coach der „blauen Delfinen“ (Plavih Delfina) die Silbermedaille gewann.
Später war er als Trainer in der Bundesrepublik Deutschland sowie bei Jadran Herceg Novi und bei Roter Stern Belgrad tätig.